# Grigorij Petrovič Danilevskij
Grigorij Petrovič Danilevskij (in russo Григорий Петрович Данилевский?; Charkiv, 14 aprile 1829 – San Pietroburgo, 6 dicembre 1890) è stato uno scrittore russo autore di numerosi testi, specie romanzi, tra cui si ricorda Kniazna Tarakanova, scritto nel 1883 ma ambientato ai tempi di Caterina II.